# Олаф Йордан
О́лаф Йо́рдан (нім. Olaf Jordan; 1902 — 1968, Швеція) — німецький і шведський художник-портретист. У період Другої світової війни — військовий художник. Був прикріплений до козацької кавалерії СС.

## біографія
Закінчив Дрезденську академію витончених мистецтв. У 1935 році оселився в Далмації, виставляв свої роботи в Празі, Белграді, Берліні.
Після приєднання Судет до Третього рейху Йордан деякий час служив в німецькій армії, в Landesschuetzen-Bataillon 255. 20 жовтня 1942 року, коли його талант живописця отримав визнання, він був призначений офіційним військовим художником. З 1943 року в цій якості він супроводжував колаборантський 15-й козацький кавалерійський корпус СС аж до його видачі радянській владі в 1945 році.
Йордан пробув у полоні до 1947 року. Він зміг возз'єднатися з сім'єю, але, як і всі судетські німці, втратив всі свої володіння і майно. Після цього художник перебрався до Швеції, де писав, як правило, портрети дітей.

## Творчість
За роки супроводу козачого корпусу СС Йордан створив чимало гуашевих портретів службовців в ньому козаків, включаючи Івана Кононова і Гельмута фон Паннвіца. Деякі з таких робіт були розцінені американцями як апологія нацистського режиму і конфісковані. Сьогодні вони зберігаються в США.